# 安大略省省督
安大略省省督（英語：Lieutenant Governor of Ontario；法語：［男］或［女］）是加拿大君主查爾斯三世在加拿大安大略省（安大略省官方）的代表，負責在該省行使君主的職權。此職位的人選是經加拿大總理提名後由聯邦總督委任，而聯邦總理在提名過程中亦通常會諮詢省長的意見，產生方法與其他省份的省督相若。
此職位於1867年7月1日加拿大聯邦和安大略省成立當日同時設立，由上加拿大省總督演變而成。首任省總督為亨利·威廉·斯提斯德（Henry William Stisted），其任期於1868年7月14日結束，亦為在任時間最短的省總督。現任亦即第30任安大略省省督為伊迪絲·杜蒙，於2023年11月14日就任。

## 外部連結
- （英文）（法文）安大略省省督官方網站 （页面存档备份，存于）